# Вторая Почепская сотня
2-я По́чепская со́тня — административно-территориальная и войсковая единица в составе малороссийского Стародубского полка, существовавшая в XVII-XVIII веках.
Центр — город Почеп.
Сведения о наличии двух сотен в Почепе имеются ещё с середины XVII в., когда Стародубский полк ещё не был самостоятельной единицей. При формировании Стародубского полка в 1663 году, вторая Почепская сотня уже не упоминается; возможно, её границы существенно отличались от границ 2-й Почепской сотни, существовавшей в XVIII веке.
2-я Почепская сотня вновь образована около 1748 года путём выделения из Почепской сотни; существовала до 1782 года. Охватывала 1-ю Почепскую сотню с юго-запада, юга и юго-востока.
Сотники:
- Михайло Яковлевич Старосельский, 1748-1761.
- Яков Михайлович Старосельський, 1761-1764.
- Моисей Данилович Аршуков, 1764-1766; 1766-1782.
- Малявка Кирилл, 1766.